# UAZ-469

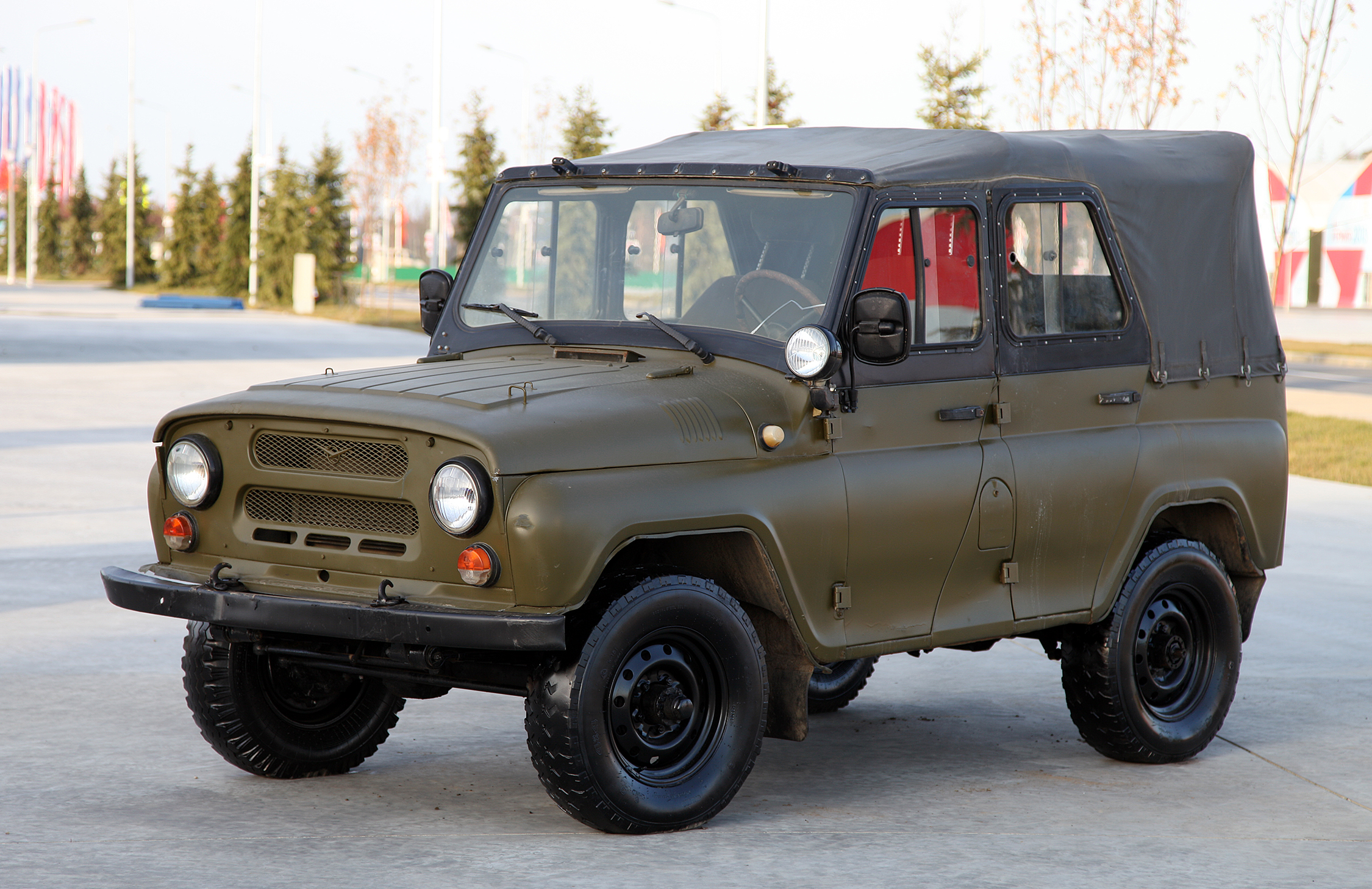
UAZ-469

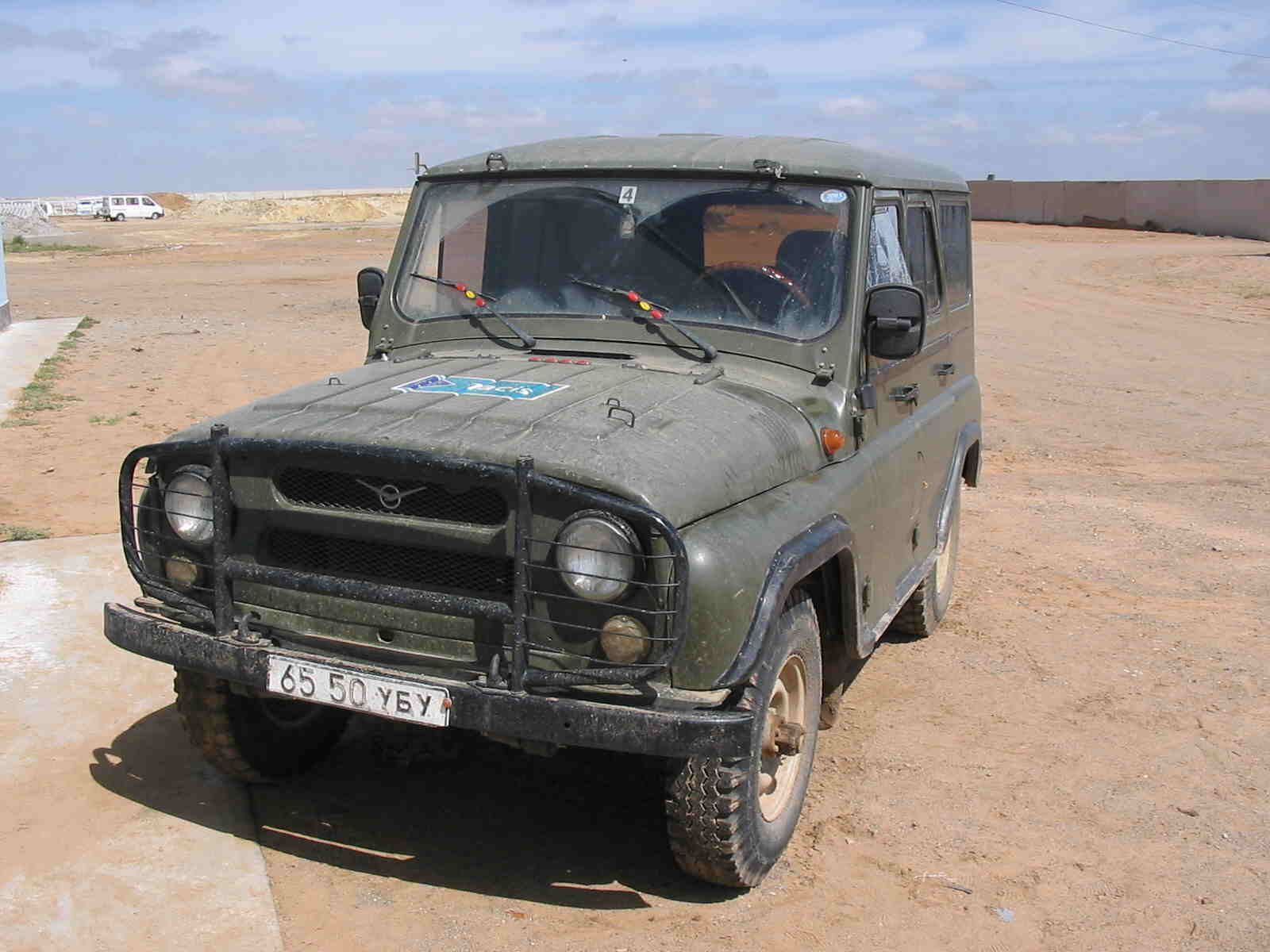
UAZ-469 của Mông Cổ

UAZ-469, ở Việt Nam thường gọi là xe U oát là một chiếc xe mọi địa hình do hãng Ulyanovskiy Avtomobilnyi Zavod, tức UAZ của Liên Xô sản xuất. Xe được Hồng quân và các lực lượng vũ trang các quốc gia thuộc Khối Warszawa, cũng như các đơn vị bán du kích ở Khối Đông Âu sử dụng rộng rãi. Tại Liên xô, xe cũng hoạt động nhiều trong các tổ chức của nhà nước cần một chiếc xe off-road mạnh mẽ.
Sau 10 năm thiết kế và hoàn chỉnh, UAZ-469 được ra mắt năm 1973, thay thế loại GAZ-69 trước đó. Chiếc UAZ-469 có hai ưu điểm lớn: Xe có thể hoạt động trên mọi địa hình và sửa chữa dễ dàng. UAZ-469 đã trở thành biểu tượng đáng tin cậy  và khả năng vượt địa hình. Chiếc xe này không được bán cho công chúng, nhưng nhiều chiếc đã được bán như phương tiện thừa cho các nhà sở hữu tư nhân.
Các biến đổi gồm một UAZ-469B căn bản với khoảng sáng gầm 220 mm, và một phiên bản quân sự đặc biệt UAZ-469, với khoảng sáng gầm tăng lên tới 300 mm. Từ năm 1985, vì các tiêu chuẩn định danh công nghiệp mới, chúng được đổi lại tên UAZ-469 trở thành UAZ-3151, trong khi UAZ-469B trở thành UAZ-31512. Việc sản xuất UAZ-31512 cho Quân đội Nga vẫn tiếp tục, trong khi việc sản xuất cho thị trường dân sự đã ngừng vì các tiêu chuẩn khí thải mới. Tuy nhiên, loại UAZ Hunter Lưu trữ ngày 2 tháng 7 năm 2007 tại Wayback Machine đang được sản xuất hiện tại chính là một phiên bản nâng cấp của UAZ-469B cũ.
Bản mẫu:TOC-left

## Độ tin cậy
UAZ-469 (và các sửa đổi của nó) đã đạt được danh tiếng là chiếc xe 4x4 có độ tin cậy rất cao. Nó rất phổ biến trong giới off-road ở Nga, các nước cộng hoà thuộc Liên xô cũ cũng như tại các quốc gia khác.
Một trong những lý do chính khiến 469 nổi tiếng là thiết kế đơn giản, khiến việc tu sửa và bảo trì cũng dễ dàng.
Hơn nữa, sự đơn giản, dễ bảo trì và phụ tùng rẻ của UAZ cho phép chiếc xe có tuổi thọ dài hơn  các loại xe 4x4 đắt và phức tạp của phương Tây. Thậm chí những công việc sửa chữa phức tạp nhất và đắt giá nhất có thể được chính người chủ của nó thực hiện, và hiếm khi chi phí vượt quá 100 dollar.

### Các vấn đề về độ tin cậy
Dù UAZ đã được chứng minh là một chiếc 4x4 đáng tin cậy, có một số vấn đề khiến danh tiếng này hơi giảm sút.
Bộ truyền động của chiếc 469 nguyên thủy đã được biết về các vấn đề khi không được bảo dưỡng đúng cách (như trong hướng dẫn sử dụng). Một vấn đề lớn khác bên trong nước Nga là việc sản xuất các phụ tùng giả bằng kim loại rẻ tiền. Hơn nữa, những năm 90 (sau khi Liên xô tan rã) đã có sự sụt giảm đáng kể trong chất lượng lắp ráp những chiếc UAZ bởi công ty phải đấu tranh để tồn tại và không có đủ tiền trả lương cho người lao động.
Các vấn đề khác cũng xuất hiện với việc hiện đại hoá chiếc xe này, nhiều phụ tùng và thiết bị điện có chất lượng kém,hệ thống phanh đơn giản dẫn động 1 dòng,không sử dụng trợ lực. Để đối phó với các vấn đề đó, và tìm lại độ tin cậy của những chiếc UAZ trước kia, Công ty UAZ gần đây đã đưa ra hệ thống kiểm soát chất lượng mới giảm số xe UAZ chất lượng thấp tại các showroom trên khắp thế giới.
Một phần của chương trình Top Gear của BBC có đề cập tới một chiếc UAZ-469 tại Việt Nam, dù trong phim không nói rõ mẫu xe. Chiếc xe trong chương trình tivi đó bị hỏng và có nhiều vấn đề khác.

## TạiViệt Nam
Xe U oát có mặt tại miền Bắc Việt Nam từ Chiến tranh Việt Nam qua viện trợ của Liên Xô. Ngoài chức năng quân sự, xe U oát được dùng làm phương tiện đưa đón các chính khách.
Kiểu xe này của UAZ được sử dụng rộng rãi trong Quân đội Nhân dân Việt Nam.
Trong cuộc triển lãm xe International Motor Show 2016 vào Tháng 10 tại Việt Nam, giám đốc UAZ là Andrei Dorofeev cho biết hãng Ulyanovsk đang xét việc mở phân xưởng lắp ráp UAZ tại Việt Nam.

## Đặc điểm kỹ thuật (UAZ-469)
Động cơ2,450 cc xămg, 4 xi lanh thẳng hàng, làm mát bằng nước, 75 hp ở tốc độ 4000 rpm, 166.7 Nm ở tốc độ 2200 rpm
Nhiên liệuxăng 76-octane, dung tích bình xăng 78 lít
Truyền độnghộp số tay 4 cấp, 2-speed transfer shift, dẫn động 4 bánh
Trục trướcTrục quay với lò xo lá, phanh trống
Trục sauTrục quay với lò xo lá, phanh trống
Sử dụng
- Quân đội Nga và các nước thuộc khối Warsawa
- Tựa game PUBG cũng đã lấy ý tưởng từ chiếc xe này để làm một phương tiện di chuyển trong game.
- Các nước Xã Hội Chủ Nghĩa

Kích thước và trọng lượng
- Trọng lượng rỗng với nhiên liệu: 1650 kg
- Trọng lượng tối đa: 2450 kg
- Kích thước ngoài (dài/rộng/cao): 4025 mm x 1785 mm x 2050 mm
- Chiều dài cơ sở: 2380 mm
- Talông trước/sau: 1453 mm/1453 mm
- Khoảng sáng gầm: 220 mm
- Cỡ lốp: 215 SR 15
- Cỡ bánh: 6Lx15

## Các quốc gia sử dụng
- Việt Nam
- Lào
- Mông Cổ